# Robert Devis
Pour les articles homonymes, voir Devis (homonymie).
Robert Devis est un  footballeur français professionnel et international, né le 2 mai 1933 à Bazouges (Mayenne), et décédé à Trélazé le 10 décembre 2014. Gardien de but, il a notamment évolué au SCO d'Angers, équipe de Première Division de 1957.à 1964.

## Carrière
Parti très jeune de Mayenne à la suite du décès de son père, sa carrière au plus haut niveau amateur se termina en 1955 à Saint-Nazaire (Loire-Atlantique) au Sporting Club Nazairien qui évoluait en CFA. Sa doublure est pendant les années passées dans la cité nazairienne Daniel Eon, futur gardien de but du FC Nantes et de l'équipe de France. Ses performances remarquables et répétées lui ouvrent la voie du professionnalisme. Il est élu élu meilleur goal de CFA par la presse et ses pairs trois années consécutives. Chaudement recommandé, entre autres, par Edmond Lemaître ex joueur pro du Racing Club de Paris qui s'est installé à Saint-Nazaire, plusieurs équipes professionnelles sont sur les rangs pour l'engager.
Annoncé à l'US Valenciennes équipe de Première Division, il est finalement engagé par le SCO d'Angers. Dans un premier temps, il devient la doublure d'Eugène Fragassi avant de lui succéder en 1959. Tous les deux deviendront des légendes de l'équipe angevine. Son ami Raymond Kopa qui joua dans le club, avant de rejoindre le Real Madrid,  disait de lui "la chance lui a certes souri. Mais elle a bien fait. C'était un très grand gardien".
Sa carrière se poursuivra en 1964 en Division 1 au FC Toulouse puis en 1968 à Quimper et enfin en 1971 au Stade brestois. 
Au niveau international, il est titularisé gardien de but de l'équipe de France A et  A' (appelée aussi "B") à de nombreuses reprises.
Cet homme franc et au langage très direct, ami de Raymond Kopa et de Claude Bourigault, après avoir quitté sa carrière professionnelle, se tournera vers des activités commerciales, notamment pour Tacchini, Méphisto...Parallèlement il restera fidèle à Angers en intégrant en tant que vétéran le staff du club Notre Dame des Champs Angers (NDC Angers).

## Carrière de joueur
- 1955-1957 :  SC Saint-Nazaire (CFA). Élu par ses pairs meilleur gardien du CFA trois années consécutives de 1955 à 1957 devant Raymond Césaire (US Quevilly)[2].

- 1957-1964 :  Angers SCO (D1) Il devient international, gardien de but titulaire de l'équipe de France "B" et sélectionné en France "A" comme devant la Bulgarie en 1962.

- 1964-1965:  Toulouse FC (D1)
- 1968-1971 :  Stade quimpérois (CFA puis D2)
- 1971-1972 :  Stade Brestois (D2)

## Sources
- Col., Les Cahiers de l'Équipe, Football 1963.